# Epeleios-Maler

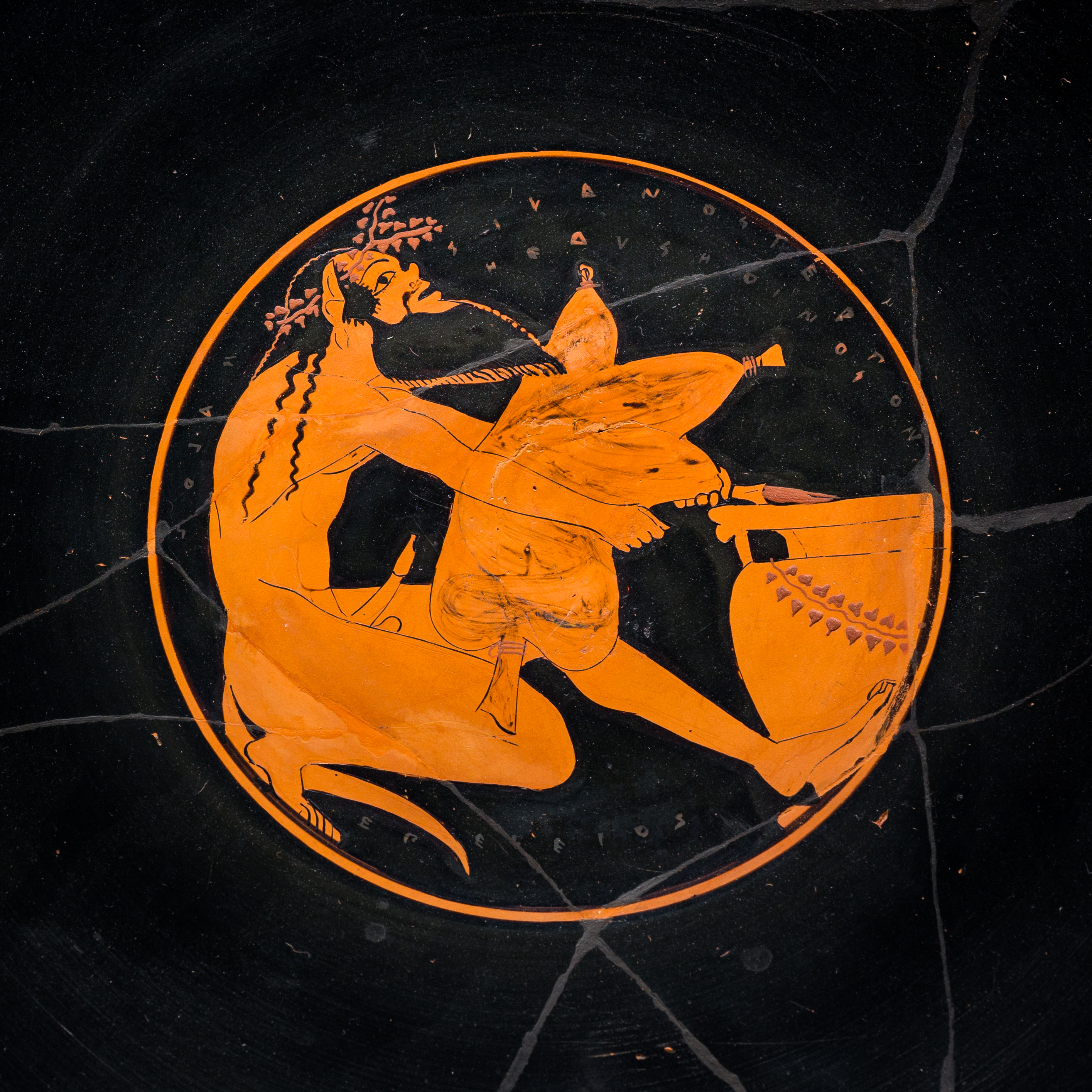
Tondo der Münchener Vase mit dem Satyr Terpon

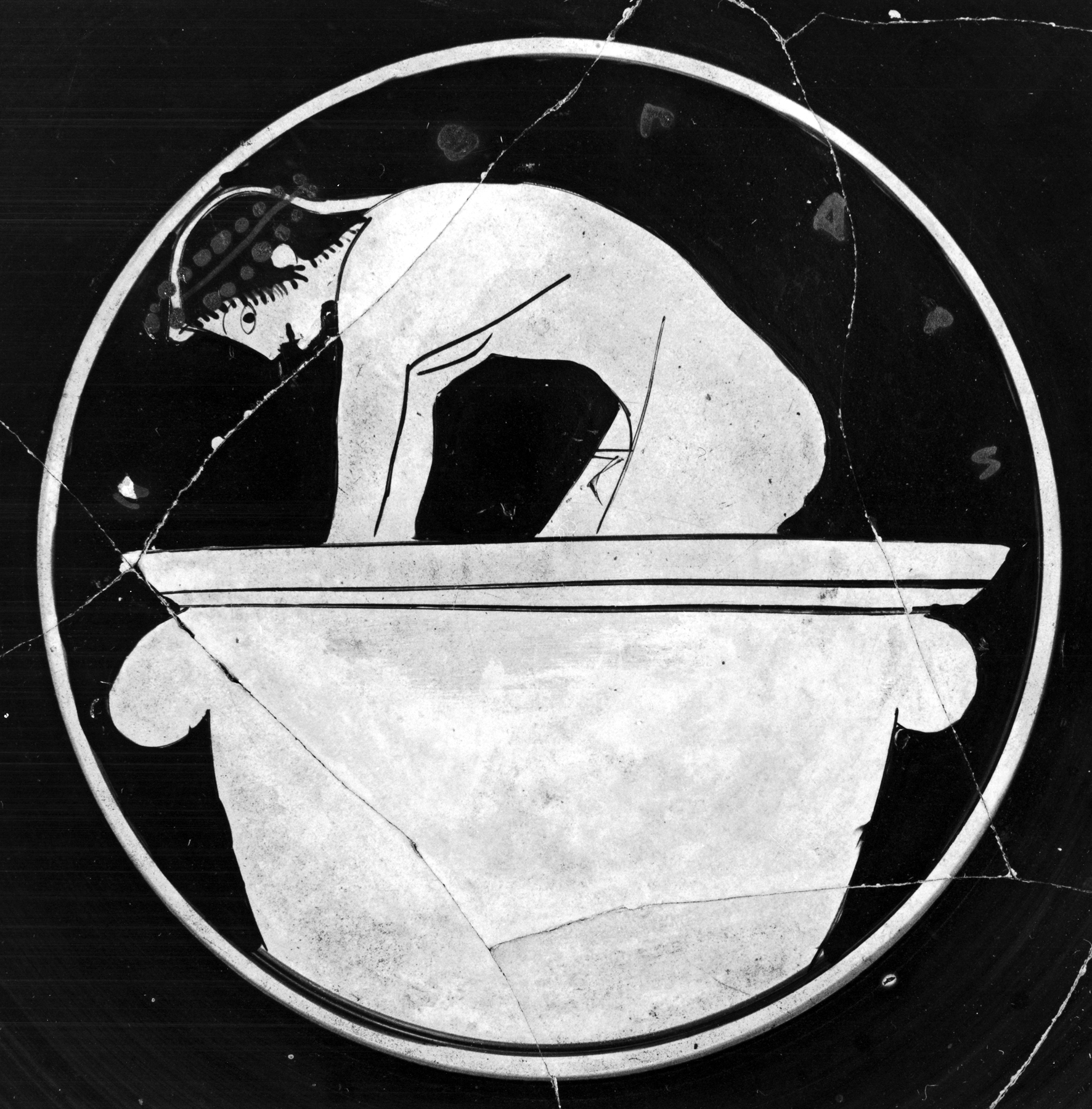
Tondo mit dem Bild eines in einem Glockenkrater stehenden Jünglings

Der Epeleios-Maler war ein griechischer Vasenmaler, der gegen Ende des 6. Jahrhunderts v. Chr. in Athen tätig war.
Der Epeleios-Maler gehörte zu den relativ frühen rotfigurigen Schalenmalern. Seine Schaffenszeit wird etwa in den Zeitraum 530 bis 500 v. Chr. angesetzt. Er gilt als drittrangiger Vasenmaler, war aber recht produktiv. John D. Beazley ordnet ihm dem Coarser Wing – und hier der dritten Gruppe – zu, mit dem er die drittrangigen Vasenmaler der Zeit bezeichnet. Der Name des Epeleios-Malers ist nicht überliefert, weshalb ihn Beazley, der seine künstlerische Handschrift innerhalb des großen überlieferten Korpus antiker bemalter Keramik erkannt und definiert hat, mit einem Notnamen unterscheidbar gemacht hat. Seine Bilder zeigen oft einzelne Sportler oder Palästraszenen mit mehreren Sportlern sowie Krieger; besonders auffallend und einfallsreich sind seine Bilder dionysischer Themen.
Der Epeleios-Maler arbeitet wie der Euergides-Maler im Stil des Meisters  Epiktetos, ohne jedoch dessen Klasse oder auch nur die Fähigkeiten des Euergides-Malers zu erreichen. Seine Werke erwecken häufig den Eindruck, grobe Kopien der Werke des Epiktetos zu sein. Mehrere Vasen wurden aufgrund ihrer zeichnerischen Details als Werke mit euergidischen und epeleiischen Elementen geführt. Einige Augenschalen verzierte er noch mit den zu dieser Zeit aus der Mode kommenden Fächerpalmetten, was dafür spricht, dass er ein älterer Vasenmaler zu sein scheint als seine Kollegen. Wie auch andere Maler aus seinem Umkreis legt er seinen Figuren vereinzelt Aussagen in den Mund, so auf den Tondo (Innenbild) einer Schale dem ebenfalls durch eine Beischrift als Terpon genannten Satyr hēdys woinos – der Wein ist süß.